# زنگ تفریح (رمان)
زنگ تفریح (به انگلیسی: Breaktime) داستانی ویژه نوجوانان است که توسط آیدان چیمبرز نویسنده بریتانیایی در سال ۱۹۷۸ نوشته شده‌است. این کتاب در مورد نوجوانی به نام دیتو است که با دوستش مورگان در مورد ارزش ادبیات بحث می‌کند، اما مجبور می‌شود یک هفته از بحث دوری کرده و در مورد ادبیات تحقیق کند.